# 1969 na arte

## Eventos
- 28 de Agosto - Criação do Museu de Arte de Goiânia em Goiânia, Brasil.
- Outubro - O Museu Calouste Gulbenkian em Lisboa, Portugal, abre as suas portas ao público.

## Nascimentos
| Data | Nome                 | Profissão                        | Nacionalidade | Observações                                                      | Ref   |
| ---- | -------------------- | -------------------------------- | ------------- | ---------------------------------------------------------------- | ----- |
| ??   | Jonas Burgert        | pintor                           | Alemanha      |                                                                  |       |
| ??   | Pedro Teixeira Neves | jornalista, fotógrafo e escritor | Portugal      | Prémio Retratar Um Livro Prémio de Fotografia Reflexos de Lisboa | [ 1 ] |

## Mortes
| Data          | Nome                   | Profissão                                                  | Nacionalidade                              | Observações | Ref |
| ------------- | ---------------------- | ---------------------------------------------------------- | ------------------------------------------ | ----------- | --- |
| 7 de maio     | Manuel Mendes          | escritor, escultor e político                              | Reino Unido de Portugal, Brasil e Algarves | n. 1906     |     |
| 21 de julho   | D’Assumpção            | pintor                                                     | Portugal                                   | n. 1926     |     |
| 25 de julho   | Otto Dix               | pintor                                                     | Império Alemão                             | n. 1891     |     |
| 9 de dezembro | Ângelo Guido           | pintor, escultor, gravador, escritor e crítico de arte     | Itália                                     | n. 1893     |     |
| ??            | Roberto Araújo Pereira | pintor, ilustrador e designer                              | Reino Unido de Portugal, Brasil e Algarves | n. 1908     |     |
| ??            | Edgar Koetz            | desenhista, gravador, artista gráfico, ilustrador e pintor | Brasil                                     | n. 1913     |     |